# Kanpur
Kanpur là thành phố phía bắc Ấn Độ, ở bang Uttar Pradesh, bên sông Hằng.

## Lịch sử
Năm 1801, Kanpur bị người Anh chiếm đóng và được người Anh chuyển từ một làng nhỏ thành một trung tâm công nghiệp và giao thông vận tải lớn. Trong vụ Thảm sát Cawnpore (1857) trong cuộc nổi loại Sepoy chống lại người Anh, toàn bộ dân Anh ở đây đã bị Nana Sahib và những người bất đồng địa phương khác. Sau khi Ấn Độ giành được độc lập năm 1947, Kanpur đã mở rộng nhanh chóng và trở thành một trung tâm công nghiệp nặng.
Trước năm 1948 thành phố được gọi là Cawnpore, Kanpur là một trung tâm chế tạo và thương mại quan trọng và là trung tâm của một vùng đô thị. Các sản phẩm của thành phố gồm có: kim loại, hóa chất, máy móc, hàng dệt và thiết bị điện. Ở đây có một cây cầu bắc qua sông Hằng. Các hệ thống đường bộ và đường sắt quan trọng cũng chạy qua đây. Thành phố có Đại học Kanpur (1966).

## Khí hậu
| Dữ liệu khí hậu của Kanpur                                              | Dữ liệu khí hậu của Kanpur | Dữ liệu khí hậu của Kanpur | Dữ liệu khí hậu của Kanpur | Dữ liệu khí hậu của Kanpur | Dữ liệu khí hậu của Kanpur | Dữ liệu khí hậu của Kanpur | Dữ liệu khí hậu của Kanpur | Dữ liệu khí hậu của Kanpur | Dữ liệu khí hậu của Kanpur | Dữ liệu khí hậu của Kanpur | Dữ liệu khí hậu của Kanpur | Dữ liệu khí hậu của Kanpur | Dữ liệu khí hậu của Kanpur |
| Tháng                                                                   | 1                          | 2                          | 3                          | 4                          | 5                          | 6                          | 7                          | 8                          | 9                          | 10                         | 11                         | 12                         | Năm                        |
| ----------------------------------------------------------------------- | -------------------------- | -------------------------- | -------------------------- | -------------------------- | -------------------------- | -------------------------- | -------------------------- | -------------------------- | -------------------------- | -------------------------- | -------------------------- | -------------------------- | -------------------------- |
| Cao kỉ lục °C (°F)                                                      | 31.1 (88.0)                | 35.6 (96.1)                | 42.8 (109.0)               | 45.6 (114.1)               | 47.2 (117.0)               | 47.3 (117.1)               | 45.0 (113.0)               | 40.6 (105.1)               | 40.0 (104.0)               | 40.6 (105.1)               | 36.1 (97.0)                | 31.3 (88.3)                | 47.3 (117.1)               |
| Trung bình ngày tối đa °C (°F)                                          | 23.1 (73.6)                | 25.9 (78.6)                | 32.3 (90.1)                | 38.3 (100.9)               | 40.7 (105.3)               | 39.0 (102.2)               | 33.8 (92.8)                | 32.9 (91.2)                | 33.2 (91.8)                | 33.0 (91.4)                | 29.4 (84.9)                | 24.8 (76.6)                | 32.2 (90.0)                |
| Tối thiểu trung bình ngày °C (°F)                                       | 7.9 (46.2)                 | 10.3 (50.5)                | 15.3 (59.5)                | 21.4 (70.5)                | 25.4 (77.7)                | 27.4 (81.3)                | 26.3 (79.3)                | 25.9 (78.6)                | 24.6 (76.3)                | 19.6 (67.3)                | 13.0 (55.4)                | 8.6 (47.5)                 | 18.7 (65.7)                |
| Thấp kỉ lục °C (°F)                                                     | 1.6 (34.9)                 | 0.6 (33.1)                 | 7.2 (45.0)                 | 11.1 (52.0)                | 16.4 (61.5)                | 20.6 (69.1)                | 21.7 (71.1)                | 21.7 (71.1)                | 11.8 (53.2)                | 4.6 (40.3)                 | 0.5 (32.9)                 | −0.9 (30.4)                | −0.9 (30.4)                |
| Lượng Giáng thủy trung bình mm (inches)                                 | 18.7 (0.74)                | 15.7 (0.62)                | 8.3 (0.33)                 | 7.4 (0.29)                 | 19.8 (0.78)                | 99.0 (3.90)                | 300.8 (11.84)              | 233.1 (9.18)               | 188.7 (7.43)               | 53.8 (2.12)                | 5.1 (0.20)                 | 9.1 (0.36)                 | 959.6 (37.78)              |
| Số ngày mưa trung bình                                                  | 1.9                        | 1.5                        | 1.0                        | 0.8                        | 1.2                        | 4.6                        | 13.7                       | 10.7                       | 6.8                        | 2.1                        | 0.4                        | 0.7                        | 45.5                       |
| Nguồn: India Meteorological Department (record high and low up to 2010) |                            |                            |                            |                            |                            |                            |                            |                            |                            |                            |                            |                            |                            |